# مایلز (ویرجینیای غربی)
مایلز (به انگلیسی: Miles) یک منطقهٔ مسکونی در ایالات متحده آمریکا است که در شهرستان پندلتن، ویرجینیای غربی واقع شده‌است.